# Liège (metrostation)
Liège is een station van de metro in Parijs langs metrolijn 13 in het 8e arrondissement.
Het station is genoemd naar de erboven gelegen rue de Liège, maar de sporen van het station liggen onder de smalle Rue d'Amsterdam. Dit heeft tot gevolg dat het station een voor de Parijse metro een nogal typische lay-out heeft. Daar de oudere metrostations direct onder een straat gebouwd werden was de aanleg van een station met de normale breedte uitgesloten, er is gekozen voor een situatie waarbij er één ingang is (in de rue de Liège), en twee, ten opzichte van elkaar verschoven, perrons.

## Geschiedenis
Het station is gebouwd door het toenmalige metrobedrijf Nord-Sud, wat terug te zien is in de betegeling, die weelderiger is uitgevoerd dan in de stations van de concurrerende CMP. Het station werd in 1913 geopend onder de naam Berlin, maar na het uitbreken van de Eerste Wereldoorlog werd het station (en de bijbehorende straat) hernoemd naar Liége (Luik) vanwege de heroïsche houding van de bevolking van die stad in de begindagen van de oorlog. Net voor het uitbreken van de Tweede Wereldoorlog, in augustus 1939, werd het station voor passagiers gesloten. Dit bleef het geval tot 16 september 1968. In dat jaar werd het station heropend. A-typisch voor de Parijse metro kende het beperkte openingstijden: doordeweeks van 05:30 tot 20:00, en de laatste metro die stopte passeerde al om 19:52. In het weekend werd het station helemaal niet aangedaan. Dit werd op de metrokaart aangegeven met een diamantje naast de stationsnaam. Deze situatie kwam in 2006 ten einde, toen onder druk van de buurtbewoners het station dezelfde openingstijden kreeg als alle andere Parijse metrostations.

## Decoratie
Zoals vermeld kent het station een wat weelderiger mozaïekbetegeling, waarin men ook het logo van de Nord-Sud herkent (een verstrengelde N en S). Daarnaast is het station in 1982 in het kader van de aangehaalde culturele betrekkingen tussen Frankrijk en België voorzien van kunstwerken van geglazuurde tegels uit Welkenraedt in de kaders waar in andere stations de enorme reclameaffiches hangen, die landschappen en monumenten uit de provincie Luik afbeelden. Ook de timpanen boven de ingangen van de perrons zijn voorzien van kunst, men vindt er tevens het blazoen van de stad Luik.

### Afbeeldingen op het noordelijke perron
De negen afbeeldingen in noordelijke richting zijn in kleur en gemaakt door de Luikse kunstenaar Daniel Hicter en stellen opeenvolgend de volgende zaken voor:

Hoei: de brug, het gemeentehuis en de citadel; Nessonvaux, de vallei van de Vesder; Luik, het Grand Curtius museum; het stadhuis van Verviers; het stadhuis van Wezet; de Luikse Perroen; het kasteel van Wégimont in Soumagne; de vallei van de Hoyoux; de Modave; de vallei van de Ourthe in Colonster.

### Afbeeldingen op het zuidelijke perron
De negen afbeeldingen in zuidelijke richting zijn in een blauwe tweekleur uitgevoerd en gemaakt door de Luikse kunstenares Marie-Claire Van Vuchelen. Men vindt er achtereenvolgens de volgende afbeeldingen:

Het kasteel van Chokier; het circuit Spa-Francorchamps, het Paleis van de Prins-bisschoppen, Momalle; een typische kerk uit Haspengouw; het Kasteel van Jehay; de stuwdam van de Gileppe in de stad Limburg; de vallei van de Amblève; de Watervallen van Coo in de Hoge Venen
Noordwestelijke tak:
Les Courtilles · 
Les Agnettes · 
Gabriel Péri · 
Mairie de Clichy · 
Porte de Clichy · 
Brochant

Noordoostelijke tak: Saint-Denis - Université · 
Basilique de Saint-Denis · 
Saint-Denis - Porte de Paris · 
Carrefour Pleyel · 
Mairie de Saint-Ouen · 
Garibaldi · 
Porte de Saint-Ouen · 
Guy Môquet

Gemeenschappelijk: La Fourche · 
Place de Clichy · 
Liège · 
Saint-Lazare · 
Miromesnil · 
Champs-Élysées - Clemenceau · 
Invalides · 
Varenne · 
Saint-François-Xavier · 
Duroc · 
Montparnasse - Bienvenüe · 
Gaîté · 
Pernety · 
Plaisance · 
Porte de Vanves · 
Malakoff - Plateau de Vanves · 
Malakoff - Rue Étienne Dolet · 
Châtillon - Montrouge